# Spațiul rondohumerotricipital

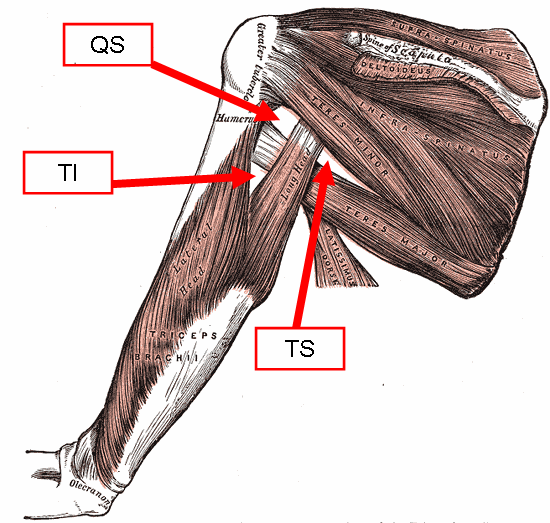
Mușchiul rotund mare și raporturile sale:
QS - Patrulaterul humerotricipital
TS - Triunghiul omotricipital
TI - Spațiul rondohumerotricipital

Spațiul rondohumerotricipital sau trigonul humerorondotricipital este un spațiu aflat între marginea inferioară a mușchiului rotund mare (Musculus teres major), humerus și capul lung al mușchiului triceps (Caput longum musculi bicipitis brachii) prin care trec nervul radial (Nervus radialis) și artera brahiala profunda (Arteria profunda brachii).